# Sulcophanaeus imperator
Sulcophanaeus imperator (лат.) — вид жесткокрылых насекомых семейства пластинчатоусых, подсемейства скарабеин.

## Внешний вид и строение
Sulcophanaeus imperator может достигать в длину 13—25 миллиметров. Переднеспинка чёрная с большой блестящей медно-красной полосой, а надкрылья синевато-чёрные. По бокам головы два больших переливающихся оранжево-красных пятна, похожих на глаза. У самцов есть длинный изогнутый рог на лбу. Дневные копрофаги.

## Распространение и среда обитания
Этот вид можно найти в Неотропическом регионе (Аргентина, Боливия, Парагвай) в сухих и колючих лесах, пастбищах и кустарниках на высоте 500—3000 метров над уровнем моря.

## Подвиды
- Sulcophanaeus imperator imperator (Chevrolat, 1844)
- Sulcophanaeus imperator alticollis Arnaud, 2002
- Sulcophanaeus imperator obscurus Arnaud, 2002[6]